# Vila de Prado
Vila de Prado ist eine Gemeinde im Norden Portugals.

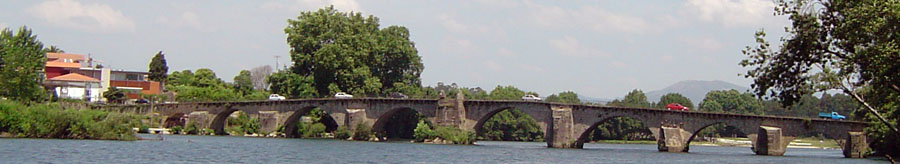
Ponte de Prado über den Fluss Cávado zwischen Braga und Vila de Prado

Vila de Prado gehört zum Kreis Vila Verde im Distrikt Braga, besitzt eine Fläche von 5,5 km² und hat 4482 Einwohner (Stand 19. April 2021).